# Jiří Matěj Nettl
Jiří Matěj Nettl (14. února 1660 Hradiště u Blovic – 17. srpna 1747 Plzeň; také Georg Mathias Nettel) byl český barokní malíř.

## Životopis
Jiří Matěj Nettl se narodil 14. února 1660 v Hradišti u Blovic. Působil v klášteře v Lnářích (většina jeho obrazů se však ztratila v padesátých letech 20. století) a mezi lety 1696 a 1698 vypracoval cyklus obrazů dokumentujících život sv. Mikuláše Tolentinského pro klášter bosých augustiniánů v Praze. Zemřel 17. srpna 1747 v Plzni ve věku 87 let.